# Хардингсонас, Юргис
Юргис Хардингсонас (лит. Jurgis Hardingsonas; 24 сентября 1892, Российская империя — 1936, Германия) — литовский футболист, защитник. Участник летних Олимпийских игр 1924 года.

## Биография
Юргис Хардингсонас родился 24 сентября 1892 года в Российской империи на территории современной Литвы.
Играл в футбол на позиции защитника. В 1924 году играл за каунасский «КСК Культус».
В 1924 году вошёл в состав сборной Литвы по футболу на летних Олимпийских играх в Париже, занявшей 22-е место. Единственный матч литовцев, в котором они в 1/16 финала проиграли сборной Швейцарии (0:9), стал дебютным для Хардингсонаса.
27 мая 1924 года он провёл в Париже второй и последний матч за сборную Литвы — товарищескую игру против Египта (0:10). Оба матча отыграл полностью.
Умер в 1936 году в Германии.